# 신호 (15세기)
신호(申浩, ? ~ 1432년 7월 13일)는 조선 초기의 문신이다. 본관은 평산(平山)이며, 신군평(申君平)의 손자이다. 시호는 사간(思簡)이며, 평산 신씨 사간공파의 파조다.

## 생애
자세한 출사 경위는 알 수 없다. 고려 공양왕(恭讓王) 때 지신사(知申事)을 지내고 , 1401년(태종 원년) 사헌부(司憲府)·사간원(司諫院)·형조(刑曹)에서 윤곤(尹坤)·이현(李玄) 등을 무역마의 값을 잘못 정한 죄로 합동 심문할 때, 형조전서(刑曹典書)로서 참여했다.
1405년(태종 5) 풍해도도관찰사(豊海道都觀察使)로 있을 때 부자의 곡식을 거두어 굶주린 백성에게 지급했고, 이듬해 역시 풍해도에서 굶주리는 백성들을 구제할 방법을 보고했다.
이후 유후(留後)를 거쳤다가 1410년(태종 10) 1월 이웃집의 공지를 침탈해 집터를 넓힌 사실을 한성판관(漢城判官) 권탁(權卓)에게 적발당하자, 글을 올려 그의 불공정함을 호소했으나 도리어 무고죄로 직첩(職牒)을 회수당했다. 이 때 유배된 듯하며, 5월 용서받아 경외종편(京外從便)이 허락되고 직첩을 환수받았다.
1412년(태종 12) 나주목사(羅州牧使)를 거쳐, 1419년(세종 원년) 전라도도관찰사(全羅道都觀察使) 이백지(李伯持)가 병으로 사직하자 그를 대신했다.
이듬해 우군총제(右軍摠制)를 거쳐, 또 그 이듬해 7월 호조판서(戶曹判書)로 옮겼으며, 9월 태상왕으로 있던 태종(太宗)에 의해 도총제(都摠制) 박령(朴齡) 대신 명에 사은사(謝恩使)로 파견되었다.
1422년(세종 4) 5월 태종이 승하하자, 의정부찬성사(議政府贊成事) 맹사성(孟思誠), 공조참판(工曹參判) 이천(李蕆)과 함께 국장도감제조(國葬都監提調)를 겸했으나, 9월 재궁(梓宮)을 내보낼 때 방위를 잘못 잡은 죄로 의금부(義禁府)에 갇힌 후 국문을 받았다.
이 때 이미 연로했으므로, 다음 달 곤장 100대를 맞는 대신 벌금을 냈으며, 다시 직첩이 회수되어 울산(蔚山)으로 유배되었다가 1424년(세종 6) 사면되었다.
1432년(세종 14) 2월 직첩을 환수받았으나 복직되지는 못 하고, 4월 사사로운 일로 글을 올렸다가 다음 달 경기도에 중도부처(中途付處)되었다.
6월 석방되었다가 다음 달 졸하자, 임금이 사흘 동안 조회를 정지하고, 치조(致弔)·치부(致賻)했다.

## 가족 관계
※『씨족원류』를 참고했다.
- 증조 - 신중명(申仲明) : 국자박사(國子博士)ㆍ도관직랑(都官直郞), 증(贈) 병조참의(兵曹參議)
  - 조부 - 신군평(申君平) : 어사대부(御史大夫)
    - 아버지 - 신혼(申琿) : 기거랑(起居郞)ㆍ지제고(知製誥)
    - 어머니 - 판사복시사(判司僕寺事) 임덕수(任德壽)의 장녀
      - 부인 - 미상
        - 장남 - 신경원(申敬源) : 판사(判事)
        - 차남 - 신경종(申敬宗) : 대호군(大護軍), 증 좌찬성(左贊成)
          - 현손 - 신변(申抃, 1470년 ~ 1521년)

        - 사위 - 박기(朴耆) : 남양부사(南陽府使)